# Petterdit
Petterdit ist ein sehr selten vorkommendes Mineral aus der Mineralklasse der „Carbonate und Verwandte“ (siehe Klassifikation). Es kristallisiert im orthorhombischen Kristallsystem mit der chemischen Zusammensetzung PbCr2(CO3)2(OH)4·H2O und stellt damit das Chrom-Analogon des Dundasit (PbAl2(CO3)2(OH)4·H2O) dar.
Petterdit entwickelt nur mikroskopisch kleine, tafelige Kristalle bis etwa 15 μm Größe oder nierige, erdige Mineral-Aggregate und krustige Überzüge von violetter Farbe und hellvioletter Strichfarbe.

## Etymologie und Geschichte
Erstmals gefunden wurde Petterdit 1999 in der „Red Lead Mine“ bei Dundas (Zeehan District) in Tasmanien und beschrieben durch William D. Birch, Uwe Kolitsch, Thomas Witzke, Lutz Nasdala und Ralph S. Bottrill, die das Mineral zu Ehren von William Frederick Petterd (1849–1910), einem Amateursammler und Publizist zahlreicher bedeutender Listen zur Mineralogie von Tasmanien, nach diesem benannte.
Als eigenständiges Mineral anerkannt wurde Petterdit von der International Mineralogical Association (IMA) noch im selben Jahr unter der vorläufigen Bezeichnung IMA 1999-034. Ein Jahr später wurden die Untersuchungsergebnisse und der anerkannte Name Petterdit im Fachmagazin The Canadian Mineralogist veröffentlicht.

## Klassifikation
Da der Petterdit erst 1999 als eigenständiges Mineral anerkannt wurde, ist er in der seit 1977 veralteten 8. Auflage der Mineralsystematik nach Strunz noch nicht verzeichnet. Einzig im Lapis-Mineralienverzeichnis nach Stefan Weiß, das sich aus Rücksicht auf private Sammler und institutionelle Sammlungen noch nach dieser alten Form der Systematik von Karl Hugo Strunz richtet, erhielt das Mineral die System- und Mineral-Nr. V/E.08-95. In der „Lapis-Systematik“ entspricht dies der Klasse der „Nitrate, Carbonate und Borate“ und dort der Abteilung „Wasserhaltige Carbonate, mit fremden Anionen“, wo Petterdit zusammen mit Ankylit-(Ce), Ankylit-(La), Barstowit, Calcioankylit-(Ce), Calcioankylit-(Nd), Dresserit, Dundasit, Gysinit-(Nd), Hydrodresserit, Kamphaugit-(Y), Kochsándorit, Lusernait-(Y), Montroyalit, Niveolanit, Strontiodresserit und Thomasclarkit-(Y) eine eigenständige, aber unbenannte Gruppe bildet (Stand 2018).
Die von der International Mineralogical Association (IMA) zuletzt 2009 aktualisierte 9. Auflage der Strunz’schen Mineralsystematik ordnet den Petterdit in die neu definierte Klasse der „Carbonate und Nitrate“ (die Borate bilden hier eine eigene Klasse), dort aber ebenfalls in die Abteilung der „Carbonate mit zusätzlichen Anionen; mit H2O“ ein. Diese ist allerdings weiter unterteilt nach der relativen Größe der beteiligten Kationen, so dass das Mineral entsprechend seiner Zusammensetzung in der Unterabteilung „Mit großen und mittelgroßen Kationen“ zu finden ist, wo es zusammen mit Dresserit, Dundasit, Kochsándorit und Strontiodresserit die „Dresseritgruppe“ mit der System-Nr. 5.DB.10 bildet.
Die vorwiegend im englischen Sprachraum gebräuchliche Systematik der Minerale nach Dana ordnet den Petterdit wie die veraltete Strunzsche und die Lapis-Systematik in die gemeinsame Klasse der „Carbonate, Nitrate und Borate“ und dort in die Abteilung der „Carbonate – Hydroxyl oder Halogen“ ein. Hier ist er zusammen mit Dundasit, Dresserit, Kochsándorit und Strontiodresserit in der unbenannten Gruppe 16b.02.01 innerhalb der Unterabteilung „Carbonate – Hydroxyl oder Halogen mit (A)m(B)n(XO3)pZqx(H2O), mit (m+n) : p = 3 : 2“ zu finden.

## Kristallstruktur
Petterdit kristallisiert orthorhombisch in der Raumgruppe Pbnm (Raumgruppen-Nr. 62, Stellung 3) mit den Gitterparametern a = 9.079 Å; b = 16.321 Å und c = 5.786 Å sowie 4 Formeleinheiten pro Elementarzelle.

## Bildung und Fundorte
Petterdit bildet sich als seltenes Sekundärmineral durch Umwandlung von Galenit in chromhaltigem, meteoritischen Gewässern oder in der Oxidationszone von Hydrothermaladern in Serpentinit. Begleitminerale sind unter anderem Anglesit, Bindheimit, Cerussit, Galenit, Krokoit und Pyromorphit.
Weltweit konnte Petterdit bisher außer an seiner Typlokalität „Red Lead Mine“ in Tasmanien nur noch im sächsischen Callenberg in Deutschland nachgewiesen werden (Stand: 2022).